# Субботинка
Субботинка — деревня в Любинском районе Омской области. В составе Веселополянского сельского поселения.

## История
Основана в 1919 г. В 1928 г. посёлок Субботинский состоял из 18 хозяйств, основное население — русские. В составе Мало-Могильного сельсовета Любинского района Омского округа Сибирского края.

## Население
| 2010 |
| ---- |
| 82   |